# La biblioteca de Babel (página de Internet)
La biblioteca de Babel (en inglés The Library of Babel) es una página de internet creada por el programador estadounidense Jonathan Basile y  basada en el cuento la biblioteca de Babel, de Jorge Luis Borges.  El sitio fue lanzado en 2015.

## Características del sitio
Según Basile, "estaba acostado en la cama una noche y se me ocurrió la idea de una Biblioteca de Babel en línea".  Basile se dio cuenta rápidamente de que una Biblioteca de Babel digitalizada real requeriría más espacio de almacenamiento digital del que uno pueda imaginar. Para sortear esta limitación, diseñó un algoritmo para simular la biblioteca.
La página principal de la biblioteca contiene información general, foros y tres formas de navegar por la biblioteca. Estas formas son hacer que el sitio web elija al azar uno de los miles de "volúmenes", para navegar manualmente a través de la biblioteca o para buscar un texto específico.  Debido al contenido similar al galimatías del teorema del mono infinito la biblioteca también tiene la función "Anglishize", que señala palabras y grupos de palabras en inglés.
El contenido de la biblioteca se divide en hexágonos digitales numerados, cada uno con 4 paredes, 20 estantes y 640 volúmenes.

## Algoritmo
El algoritmo creado por Basile genera un "libro" iterando cada permutación de 29 caracteres: las 26 letras en inglés, el espacio, la coma y el punto. Cada libro está marcado por una coordenada correspondiente a su lugar en la biblioteca, es decir , cada libro está marcado con el nombre del hexágono, número de pared, número de estante y nombre del libro para que cada libro se pueda encontrar en el mismo lugar en todo momento. El sitio web puede generar todas las páginas posibles de 3200 caracteres y permite a los usuarios elegir entre aproximadamente 104679 potencial cantidad de libros.
Por lo tanto, según Basile, esta biblioteca «contendría todos los libros que se hayan escrito y todos los libros que puedan ser, incluidas todas las obras de teatro, todas las canciones, todos los artículos científicos, todas las decisiones legales, todas las constituciones, todas las escrituras, etc.»